# Internazionali BNL d'Italia 2025
Internazionali BNL d'Italia 2025, známý jako Italian Open 2025 či Rome Masters 2025,  byl tenisový turnaj na profesionálním okruhu mužů ATP Tour a žen WTA Tour, hraný v areálu Foro Italico. Osmdesátý druhý ročník Rome Masters probíhal mezi 6. a 18. květnem 2025 v italské metropoli Římě na antukových dvorcích.
Mužský turnaj dotovaný 8 055 385 eury patřil do kategorie ATP Tour Masters 1000. Ženská událost s rozpočtem 6 009 593 eur náležela do kategorie WTA 1000. Nejvýše nasazenými singlisty se staly světové jedničky, Ital Jannik Sinner a Aryna Sabalenková. Jako poslední přímí účastníci do dvouher nastoupili australský 85. hráč žebříčku Rinky Hijikata a 71. tenistka světa Renata Zarazúová z Mexika. V důsledku invaze Ruska na Ukrajinu na konci února 2022 řídící organizace tenisu ATP, WTA a ITF s grandslamy rozhodly, že ruští a běloruští tenisté mohli dále na okruzích startovat, ale do odvolání nikoli pod vlajkami Ruska a Běloruska.
Devatenáctým titulem z okruhu ATP Tour vyrovnal Španěl Carlos Alcaraz rekord Sinnera u hráčů narozených v roce 2000 či později. Jako pátý tenista zkompletoval vítězství na všech třech antukových Mastersech a v rámci „tisícovek“ triumfoval posedmé. Třetí singlový titul na okruhu WTA Tour, druhý v úrovni WTA 1000 a první na antuce vyhrála 29letá Jasmine Paoliniová. V otevřené éře Italian Open se stala nejstarší držitelkou prvního titulu, třetí nejstarší finalistkou a druhou italskou šampionkou, po Reggiové v roce 1985. Se Sarou Erraniovou navíc ovládla i čtyřhru a odvezla si tak první kariérní double. V Římě obhájily trofej jako vůbec první italský pár bez ohledu na pohlaví. Paoliniová se stala i první šampionkou obou římských soutěží od Selešové v roce 1990. V kategorii WTA 1000 vyhrála obě soutěže jediného turnaje jako druhá, po Zvonarevové v Indian Wells 2009. Mužský debl ovládly světové jedničky, Salvadorec Marcelo Arévalo s Chorvatem Matem Pavićem a získali sedmou párovou trofej.

## Rozdělení bodů a finančních odměn

### Rozdělení bodů
| Soutěž       | Soutěž       | vítězové | finalisté | semifinalisté | čtvrtfinalisté | 16 v kole | 32 v kole | 64 v kole | 96 v kole | Q  | Q2 | Q1 |
| ------------ | ------------ | -------- | --------- | ------------- | -------------- | --------- | --------- | --------- | --------- | -- | -- | -- |
| dvouhra mužů | [ 5 ] [ 14 ] | 1000     | 650       | 400           | 200            | 100       | 50        | 30        | 10        | 20 | 10 | 0  |
| čtyřhra mužů | [ 15 ]       | 1000     | 600       | 360           | 180            | 90        | 0         | —         | —         | —  | —  | —  |
| dvouhra žen  | [ 4 ] [ 16 ] | 1000     | 650       | 390           | 215            | 120       | 65        | 35        | 10        | 30 | 20 | 2  |
| čtyřhra žen  | [ 17 ]       | 1000     | 650       | 390           | 215            | 120       | 10        | —         | —         | —  | —  | —  |

Vysvětlivky
1. 1 2  Nasazení s volným losem obdrželi v případě prohry body za první kolo.[2]
2. ↑  Startující na divokou kartu v případě prohry neobrželi žádné body.[2]

### Finanční odměny
| Soutěž                                  | Soutěž       | vítězové  | finalisté | semifinalisté | čtvrtfinalisté | 16 v kole | 32 v kole | 64 v kole | 96 v kole | Q2       | Q1      |
| --------------------------------------- | ------------ | --------- | --------- | ------------- | -------------- | --------- | --------- | --------- | --------- | -------- | ------- |
| dvouhra mužů                            | [ 5 ] [ 14 ] | 985 030 € | 523 870 € | 291 040 €     | 165 670 €      | 90 445 €  | 52 925 €  | 30 895 €  | 20 820 €  | 12 090 € | 6 270 € |
| dvouhra žen                             | [ 4 ] [ 16 ] | 877 390 € | 456 735 € | 240 380 €     | 124 700 €      | 66 110 €  | 38 313 €  | 21 215 €  | 13 150 €  | 10 015 € | 5 260 € |
| čtyřhra mužů                            | [ 15 ]       | 400 560 € | 212 060 € | 113 880 €     | 56 950 €       | 30 540 €  | 16 690 €  | —         | —         | —        | —       |
| čtyřhra žen                             | [ 17 ]       | 306 500 € | 162 260 € | 87 140 €      | 43 560 €       | 23 290 €  | 12 770 €  | —         | —         | —        | —       |
| ve čtyřhrách jsou částky uvedeny na pár |              |           |           |               |                |           |           |           |           |          |         |

## Mužská dvouhra

### Nasazení
| Stát                          | Hráč                        | ATP | Nasazení |
| ----------------------------- | --------------------------- | --- | -------- |
| Itálie                        | Jannik Sinner               | 1.  | 1.       |
| Německo                       | Alexander Zverev            | 2.  | 2.       |
| Španělsko                     | Carlos Alcaraz              | 3.  | 3.       |
| USA                           | Taylor Fritz                | 4.  | 4.       |
| Spojené království            | Jack Draper                 | 5.  | 5.       |
| Norsko                        | Casper Ruud                 | 7.  | 6.       |
| Austrálie                     | Alex de Minaur              | 8.  | 7.       |
| Itálie                        | Lorenzo Musetti             | 9.  | 8..      |
| Dánsko                        | Holger Rune                 | 10. | 9.       |
|                               | Daniil Medveděv             | 11. | 10.      |
| USA                           | Tommy Paul                  | 12. | 11.      |
| USA                           | Ben Shelton                 | 13. | 12.      |
| Francie                       | Arthur Fils                 | 14. | 13.      |
| Bulharsko                     | Grigor Dimitrov             | 15. | 14.      |
| USA                           | Frances Tiafoe              | 16. | 15.      |
|                               | Andrej Rubljov              | 17. | 16.      |
| Argentina                     | Francisco Cerúndolo         | 18. | 17.      |
| Řecko                         | Stefanos Tsitsipas          | 19. | 18.      |
| Česko                         | Tomáš Macháč                | 20. | 19.      |
| Česko                         | Jakub Menšík                | 21. | 20.      |
| Francie                       | Ugo Humbert                 | 22. | 21.      |
| USA                           | Sebastian Korda             | 23. | 22.      |
|                               | Karen Chačanov              | 24. | 23.      |
| Austrálie                     | Alexei Popyrin              | 25. | 24.      |
| Španělsko                     | Alejandro Davidovich Fokina | 26. | 25.      |
| Kanada                        | Félix Auger-Aliassime       | 27. | 26.      |
| Kanada                        | Denis Shapovalov            | 28. | 27.      |
| USA                           | Brandon Nakashima           | 29. | 28.      |
| Polsko                        | Hubert Hurkacz              | 30. | 29.      |
| Itálie                        | Matteo Berrettini           | 31. | 30.      |
| USA                           | Alex Michelsen              | 32. | 31.      |
| Argentina                     | Sebastián Báez              | 33. | 32.      |
| Žebříček ATP k 5. květnu 2025 |                             |     |          |

### Jiné formy účasti
Následující hráčí obdrželi divokou kartu do hlavní soutěže:
- Federico Cinà
- Fabio Fognini
- Matteo Gigante
- Luca Nardi
- Francesco Passaro

Následující hráč nastoupil pod žebříčkovou ochranou:
- Reilly Opelka

Následující hráči postoupili z kvalifikace:
- Nicolas Moreno de Alboran
- Román Andrés Burruchaga
- Ceng Čchun-sin
- Vilius Gaubas
- Vít Kopřiva
- Dušan Lajović
- Sebastian Ofner
- Alexandr Ševčenko
- Carlos Taberner
- Tomás Barrios Vera
- Otto Virtanen
- Thiago Seyboth Wild

Následující hráči postoupili z kvalifikace jako šťastní poražení:
- Pablo Carreño Busta
- Hugo Dellien
- Jesper de Jong
- Cameron Norrie

### Odhlášení
- Félix Auger-Aliassime → nahradil jej  Hugo Dellien
- Zizou Bergs → nahradil jej  Cameron Norrie
- Benjamin Bonzi → nahradil jej  Jesper de Jong
- Čang Č’-čen → nahradil jej  Hugo Gaston
- Novak Djoković → nahradil jej  Fábián Marozsán
- David Goffin → nahradil jej  Aleksandar Vukic
- Gaël Monfils → nahradil jej  Rinky Hijikata
- Kei Nišikori → nahradil jej  Daniel Altmaier
- Jan-Lennard Struff → nahradil jej  Pablo Carreño Busta
- Alejandro Tabilo → nahradil jej  Christopher O'Connell
- Šang Ťün-čcheng → nahradil jej  Gabriel Diallo

## Mužská čtyřhra

### Nasazení
| Stát                                                                                   | Hráč               | Stát               | Hráč             | ATP | Nasazení |
| -------------------------------------------------------------------------------------- | ------------------ | ------------------ | ---------------- | --- | -------- |
| Salvador                                                                               | Marcelo Arévalo    | Chorvatsko         | Mate Pavić       | 2.  | 1.       |
| Finsko                                                                                 | Harri Heliövaara   | Spojené království | Henry Patten     | 7.  | 2.       |
| Německo                                                                                | Kevin Krawietz     | Německo            | Tim Pütz         | 11. | 3.       |
| Španělsko                                                                              | Marcel Granollers  | Argentina          | Horacio Zeballos | 15. | 4.       |
| Itálie                                                                                 | Simone Bolelli     | Itálie             | Andrea Vavassori | 19. | 5.       |
| Chorvatsko                                                                             | Nikola Mektić      | Nový Zéland        | Michael Venus    | 29. | 6.       |
| USA                                                                                    | Christian Harrison | USA                | Evan King        | 38. | 7.       |
| Argentina                                                                              | Máximo González    | Argentina          | Andrés Molteni   | 40. | 8.       |
| Žebříček ATP k 5. květnu 2025; číslo je součtem žebříčkového postavení obou členů páru |                    |                    |                  |     |          |

### Jiné formy účasti
Následující páry obdržely divokou kartu:
- Mattia Bellucci /  Filippo Romano
- Jacopo Berrettini /  Matteo Berrettini
- Federico Bondioli /  Carlo Alberto Caniato

Následující pár nastoupil pod žebříčkovou ochranou:
- Reilly Opelka /  Tommy Paul

Následující pár nastoupil z pozice náhradníka:
- Sander Arends /  Luke Johnson
- Romain Arneodo /  Manuel Guinard
- Alexander Erler /  Constantin Frantzen
- Marcos Giron /  Fernando Romboli
- Alex Michelsen /  Learner Tien

### Odhlášení
před zahájením turnaje
- Julian Cash /  Lloyd Glasspool → nahradili je  Julian Cash /  Lucas Miedler
- Alejandro Davidovich Fokina /  Arthur Fils → nahradili je  Alexander Erler /  Constantin Frantzen
- Máximo González /  Andrés Molteni → nahradili jea  Marcos Giron /  Fernando Romboli
- Miomir Kecmanović /  Brandon Nakashima → nahradili je  Sander Arends /  Luke Johnson
- Hugo Nys /  Édouard Roger-Vasselin → nahradili je  Ariel Behar /  Hugo Nys
- Reilly Opelka /  Tommy Paul → nahradili je  Romain Arneodo /  Manuel Guinard
- John-Patrick Smith /  Jordan Thompson → nahradili je  Alex Michelsen /  Learner Tien

## Ženská dvouhra

### Nasazení
| Stát                          | Hráčka                   | WTA | Nasazení |
| ----------------------------- | ------------------------ | --- | -------- |
|                               | Aryna Sabalenková        | 1.  | 1.       |
| Polsko                        | Iga Świąteková           | 2.  | 2.       |
| USA                           | Jessica Pegulaová        | 4.  | 3.       |
| USA                           | Coco Gauffová            | 3.  | 4.       |
| USA                           | Madison Keysová          | 6.  | 5.       |
| Itálie                        | Jasmine Paoliniová       | 5.  | 6.       |
|                               | Mirra Andrejevová        | 7.  | 7.       |
| Čína                          | Čeng Čchin-wen           | 8.  | 8.       |
| Španělsko                     | Paula Badosová           | 10. | 9.       |
| USA                           | Emma Navarrová           | 9.  | 10.      |
| Kazachstán                    | Jelena Rybakinová        | 12. | 11.      |
| Česko                         | Karolína Muchová         | 13. | 12.      |
|                               | Diana Šnajderová         | 11. | 13.      |
| Austrálie                     | Darja Kasatkinová        | 15. | 14.      |
| USA                           | Amanda Anisimovová       | 17. | 15.      |
| Ukrajina                      | Elina Svitolinová        | 14. | 16.      |
| Lotyšsko                      | Jeļena Ostapenková       | 18. | 17.      |
| Brazílie                      | Beatriz Haddad Maiová    | 22  | 18       |
|                               | Ljudmila Samsonovová     | 21. | 19.      |
| Chorvatsko                    | Donna Vekićová           | 19. | 20.      |
|                               | Jekatěrina Alexandrovová | 20. | 21.      |
| Dánsko                        | Clara Tausonová          | 23. | 22.      |
| Kazachstán                    | Julia Putincevová        | 29. | 23.      |
| Kanada                        | Leylah Fernandezová      | 26. | 24.      |
| Belgie                        | Elise Mertensová         | 24. | 25.      |
| Polsko                        | Magdalena Fręchová       | 25. | 26.      |
| Tunisko                       | Ons Džabúrová            | 36. | 27.      |
|                               | Anna Kalinská            | 28. | 28.      |
| USA                           | Danielle Collinsová      | 35. | 29.      |
| Česko                         | Linda Nosková            | 30. | 30.      |
| USA                           | Sofia Keninová           | 31. | 31.      |
| Polsko                        | Magda Linetteová         | 32. | 32.      |
| Žebříček WTA k 5. květnu 2025 |                          |     |          |

### Jiné formy účasti
Následující hráčky obdržely divokou kartu do hlavní soutěže:
- Nuria Brancacciová
- Elisabetta Cocciarettová
- Sara Erraniová
- Tyra Caterina Grantová
- Giorgia Pedoneová
- Lucrezia Stefaniniová
- Federica Urgesiová
- Arianna Zucchiniová

Následující hráčky nastoupily pod žebříčkovou ochranou:
- Bianca Andreescuová
- Sorana Cîrsteaová
- Petra Kvitová
- Anastasija Sevastovová

Následující hráčky postoupily z kvalifikace:
- Emiliana Arangová
- Hailey Baptisteová
- Anna Blinkovová
- Anna Bondárová
- Maya Jointová
- Victoria Mboková
- Antonia Ružićová
- Arantxa Rusová
- Elena-Gabriela Ruseová
- Maria Sakkariová
- Ajla Tomljanovićová
- Katie Volynetsová

Následující hráčky postoupily z kvalifikace jako šťastné poražené:
- Olivia Gadecká
- Viktorija Golubicová
- Kamilla Rachimovová
- Laura Siegemundová
- Jil Teichmannová

### Odhlášení
před zahájením turnaje
- Jekatěrina Alexandrovová → nahradila ji  Jil Teichmannová
- Paula Badosová → nahradila ji  Viktorija Golubicová
- Sorana Cîrsteaová → nahradila ji  Olivia Gadecká
- Anhelina Kalininová → nahradila ji  Irina-Camelia Beguová
- Barbora Krejčíková → nahradila ji  Caroline Dolehideová
- Karolína Muchová → nahradila ji  Laura Siegemundová
- Markéta Vondroušová → nahradila ji Kamilla Rachimovová

## Ženská čtyřhra

### Nasazení
| Stát                                                                                    | Hráčka               | Stát        | Hráčka              | WTA | Nasazení |
| --------------------------------------------------------------------------------------- | -------------------- | ----------- | ------------------- | --- | -------- |
| Kanada                                                                                  | Gabriela Dabrowská   | Nový Zéland | Erin Routliffeová   | 8.  | 1.       |
| Česko                                                                                   | Kateřina Siniaková   | Čína        | Čang Šuaj           | 11. | 2.       |
| Itálie                                                                                  | Sara Erraniová       | Itálie      | Jasmine Paoliniová  | 12. | 3.       |
| Čínská Tchaj-pej                                                                        | Sie Šu-wej           | Lotyšsko    | Jeļena Ostapenková  | 15. | 4.       |
| USA                                                                                     | Caroline Dolehideová | USA         | Desirae Krawczyková | 26. | 5.       |
|                                                                                         | Mirra Andrejevová    |             | Diana Šnajderová    | 31. | 6.       |
| Kazachstán                                                                              | Anna Danilinová      |             | Irina Chromačovová  | 32. | 7.       |
| USA                                                                                     | Asia Muhammadová     | Nizozemsko  | Demi Schuursová     | 32. | 8.       |
| Žebříček WTA k 5. květnu 2025; číslo je součtem žebříčkového postavení obou členek páru |                      |             |                     |     |          |

### Jiné formy účasti
Následující páry obdržely divokou kartu:
- Lucia Bronzettiová /  Elisabetta Cocciarettová
- Alexandra Ealaová /  Coco Gauffová
- Tyra Caterina Grantová /  Lisa Pigatová

Následující pár nastoupil pod žebříčkovou ochranou:
- Storm Hunterová /  Ellen Perezová

Následující pár nastoupil z pozice náhradníka:
- Ulrikke Eikeriová /  Eri Hozumiová

### Odhlášení
před zahájením turnaje
- Beatriz Haddad Maiová /  Laura Siegemundová → nahradily je  Ulrikke Eikeriová /  Eri Hozumiová

## Přehled finále

### Mužská dvouhra
- Carlos Alcaraz vs.  Jannik Sinner, 7–6(7–5), 6–1

### Ženská dvouhra
- Jasmine Paoliniová vs.  Coco Gauffová, 6–4, 6–2

### Mužská čtyřhra
- Marcelo Arévalo /  Mate Pavić vs.  Sadio Doumbia /  Fabien Reboul, 6–4, 6–7(6–8), [13–11]

### Ženská čtyřhra
- Sara Erraniová /  Jasmine Paoliniová vs.   Veronika Kuděrmetovová /  Elise Mertensová, 6–4, 7–5